# Cotabato
Cotabato é um província de  primeira classe de renda da província (d) na região Soccsksargen (Região XII), nas Filipinas. De acordo com o censo de 1 de maio  de  2020 possui uma população de 1 275 185 pessoas e 308 443 domicílios.
A sua capital é Kidapawan.

## Subdivisões
Municípios
- Alamada
- Aleosan
- Antipas
- Arakan
- Banisilan
- Carmen
- Kabacan
- Libungan
- Magpet
- Makilala
- Matalam
- Midsayap
- M'lang
- Pigcawayan
- Pikit
- Presidente Roxas
- Tulunan

Cidade
- Kidapawan